# Josh McRoberts
Joshua Scott McRoberts, detto Josh (Indianapolis, 28 febbraio 1987), è un ex cestista statunitense, professionista nella NBA.

## Carriera
È stato selezionato dai Portland Trail Blazers al secondo giro del Draft NBA 2007 (37ª scelta assoluta).

## Palmarès
- McDonald's All-American Game (2005)
- Campione NBDL (2008)